# Schule Blexersanderstraße 6
Die ehemalige Schule Blexersanderstraße 6 im niedersächsischen Nordenham-Friedrich-August-Hütte/Blexenersande im Landkreis Wesermarsch stammt von 1938.

Aktuell (2023) wird sie vom Verein Jugendhilfe Wesermarsch genutzt.
Das Gebäude steht unter Denkmalschutz (siehe auch Liste der Baudenkmale in Nordenham).

## Beschreibung
Friedrich-August-Hütte (FAH) war Anfang 1900 ein kleiner Ort, der durch die Industrialisierung u. a. mit den Metallwerken Unterweser AG von 1906/08 (heute Nordenhamer Zinkhütte – A Glencore Company) einen Einwohnerzuwachs hatte, für die eine Schule notwendig wurde.
Das zweigeschossige giebelständige verputzte Gebäude mit Mansarddach und Dachhaus wurde 1912 als zweiklassige Schule für den Ortsteil Friedrich-August-Hütte (FAH) gebaut.
1957 wurde eine neue Grundschule an der Margarethenstraße für FAH gebaut und 1968, 1970 und 1975 erweitert.
Danach nutzt der Verein Jugendhilfe Wesermarsch das Gebäude als Betreuungszentrum Nordenham.